# أنطور هوكري
أنطور هوكري (الاسم العلمي:Anthurium hookeri) هو نوع من النباتات يتبع جنس الأنطور من الفصيلة اللوفية.